# 베냐민 사우셰크
베냐민 사우셰크(슬로베니아어: Benjamin Savšek, 1987년 3월 24일~)는 슬로베니아의 카누 선수이다. 2020년 하계 올림픽 남자 카누 슬라럼 C-1 종목에서 금메달을 획득했으며 세계 선수권 대회에서 금메달 2개를 포함하여 메달 8개를 획득했다.